# Mörschwil
Mörschwil es una comuna suiza del cantón de San Galo, ubicada en el distrito de Rohrschach. Limita al norte con las comunas de Berg y Steinach, al este con Tübach, Goldach y Untereggen, al sur con San Galo, y al oeste con Wittenbach.
Pertenecen a la comuna las localidades de: Alberenberg, Fahrn, Horchental, Hub, Näppenschwil y Riederen.

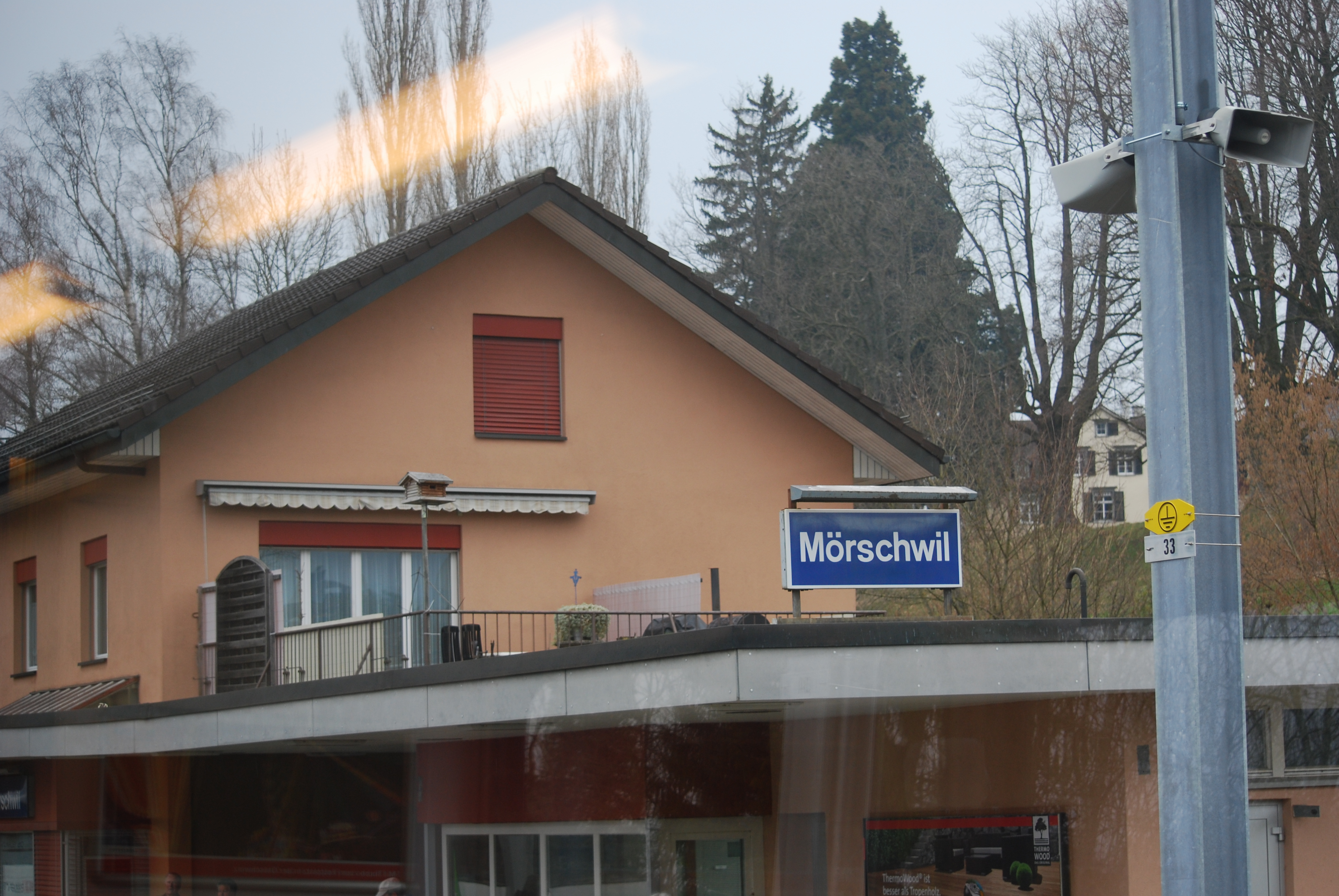
Mörschwil